# Волковатица
Волковатица (укр. Вовковатиця) — село в Заболотцевской сельской общине Золочевского района Львовской области Украины.
Население по переписи 2001 года составляло 107 человек. Занимает площадь 0,397 км². Почтовый индекс — 80630. Телефонный код — 3266.